# 森孝
森孝（もりたか）は、愛知県名古屋市守山区の地名。現行行政地名は森孝一丁目から森孝四丁目。住居表示未実施。

## 地理
名古屋市守山区南東部に位置する。西から南は名東区、東は四軒家・尾張旭市西山町、北は向台に接する。

### 河川
- 香流川

## 歴史
東春日井郡森孝新田を前身とする。江戸期は大森村の一部で、明治に入って森孝新田の名が登場するが、具体的な分立時期は不詳である。

### 町名の由来
大字森孝新田の名前に由来する。森孝の「森」は大森から採られたとみられるが、「孝」の字については未詳。

### 沿革

#### 森孝新田
- 明治初年 - 大森村より森孝新田が分立[1]。
- 1889年（明治22年）10月1日 - 町村制施行・合併に伴い、東春日井郡大森村大字森孝新田となる[1]。
- 1906年（明治39年）7月16日 - 合併に伴い、守山町大字森孝新田となる[1]。
- 1954年（昭和29年）6月1日 - 市制施行に伴い、守山市大字森孝新田となる[1]。
- 1963年（昭和38年）2月15日 - 名古屋市へ編入し、同市守山区大字森孝新田となる[1]。
- 1982年（昭和57年）12月19日 - 一部が向台一丁目および三丁目となる[1]。
- 1986年（昭和61年）11月25日 - 一部が本地が丘となる[1]。
- 1987年（昭和62年）11月24日 - 一部が森孝一〜四丁目・四軒家一〜二丁目となる[1]。
- 1988年（昭和63年）10月23日 - 残部が森孝東一〜二丁目・白山一〜四丁目となり廃止[1]。

#### 森孝
- 1987年（昭和62年）11月24日 - 守山区森孝一丁目および森孝三丁目が同区大字森孝新田・大字大森の各一部、森孝二丁目および森孝四丁目が同区大字森孝新田の各一部によりそれぞれ成立する[1]。

## 世帯数と人口
2019年（平成31年）4月1日現在の世帯数と人口は以下の通りである。
| 丁目       | 世帯数    | 人口    |
| ---------- | --------- | ------- |
| 森孝一丁目 | 1,016世帯 | 1,883人 |
| 森孝二丁目 | 362世帯   | 739人   |
| 森孝三丁目 | 263世帯   | 534人   |
| 森孝四丁目 | 355世帯   | 731人   |
| 計         | 1,996世帯 | 3,887人 |

### 人口の変遷
国勢調査による人口の推移
| 2000年（平成12年） | 4,823人 | [ WEB 6 ] |  |
| 2005年（平成17年） | 4,598人 | [ WEB 7 ] |  |
| 2010年（平成22年） | 4,390人 | [ WEB 8 ] |  |
| 2015年（平成27年） | 4,051人 | [ WEB 9 ] |  |

## 学区
市立小・中学校に通う場合、学校等は以下の通りとなる。また、公立高等学校に通う場合の学区は以下の通りとなる。
| 丁目       | 番・番地等 | 小学校                 | 中学校               | 高等学校 |
| ---------- | ---------- | ---------------------- | -------------------- | -------- |
| 森孝一丁目 | 全域       | 名古屋市立森孝西小学校 | 名古屋市立森孝中学校 | 尾張学区 |
| 森孝二丁目 | 全域       | 名古屋市立森孝西小学校 | 名古屋市立森孝中学校 | 尾張学区 |
| 森孝三丁目 | 全域       | 名古屋市立森孝西小学校 | 名古屋市立森孝中学校 | 尾張学区 |
| 森孝四丁目 | 全域       | 名古屋市立森孝西小学校 | 名古屋市立森孝中学校 | 尾張学区 |

## 交通
- 愛知県道208号上半田川名古屋線[2]
- 愛知県道59号名古屋中環状線
- 国道363号（出来町通：愛知県道215号田籾名古屋線と重複）[2]
- 東名高速道路[2]

## 施設
- 第一香流荘[2]
- 名古屋元補郵便局[2]
- 新森孝住宅[2]
- 三軒家住宅[2]
- 名古屋市立森孝西小学校[2]
- 森孝西コミュニティセンター[2]
- 八剣神社[2]
- 真宗大谷派泰永寺[2]
- 本山修験宗くりから寺[2]

## その他

### 日本郵便
- 郵便番号 : 463-0035[WEB 3]（集配局：守山郵便局[WEB 12]）。

### WEB
1. 1 2  “愛知県名古屋市守山区の町丁・字一覧”.   人口統計ラボ. 2017年10月7日閲覧。
2. 1 2  “町・丁目(大字)別、年齢(10歳階級)別公簿人口(全市・区別)”.   名古屋市 (2019年4月22日). 2019年4月23日閲覧。
3. 1 2  “郵便番号”.  日本郵便. 2019年3月17日閲覧。
4. ↑  “市外局番の一覧”.   総務省. 2019年1月6日閲覧。
5. ↑  名古屋市役所市民経済局地域振興部住民課町名表示係 (2015年10月21日). “守山区の町名一覧”.   名古屋市. 2017年10月7日閲覧。
6. ↑  名古屋市役所総務局企画部統計課統計係 (2005年7月1日). “（刊行物）名古屋の町(大字)・丁目別人口 (平成12年国勢調査) 守山区” (XLS). 2017年10月8日閲覧。
7. ↑  名古屋市役所総務局企画部統計課統計係 (2007年6月29日). “平成17年国勢調査　名古屋の町(大字)別・年齢別人口 守山区” (XLS). 2017年10月8日閲覧。
8. ↑  名古屋市役所総務局企画部統計課統計係 (2012年6月29日). “平成22年国勢調査　名古屋の町(大字)別・年齢別人口 守山区” (XLS). 2017年10月8日閲覧。
9. ↑  名古屋市役所総務局企画部統計課統計係 (2017年7月7日). “平成27年国勢調査　名古屋の町(大字)別・年齢別人口” (XLS). 2017年10月8日閲覧。
10. ↑  “市立小・中学校の通学区域一覧”.   名古屋市 (2018年11月10日). 2019年1月14日閲覧。
11. ↑  “平成29年度以降の愛知県公立高等学校（全日制課程）入学者選抜における通学区域並びに群及びグループ分け案について”.   愛知県教育委員会 (2015年2月16日). 2019年1月14日閲覧。
12. ↑  “郵便番号簿 2018年度版” (PDF).   日本郵便. 2019年5月8日閲覧。

### 文献
1. 1 2 3 4 5 6 7 8 9 10 11  名古屋市計画局 1992, p. 861.
2. 1 2 3 4 5 6 7 8 9 10 11 12 13 14  「角川日本地名大辞典」編纂委員会 1989, p. 1559.
3. 1 2  名古屋市計画局 1992, p. 619.